# Jake Sherman
Jacob Scott Sherman (16 de diciembre de 1985) es un periodista y escritor estadounidense. Es cofundador de Punchbowl News, un servicio de boletín diario que se centra en el Congreso de los Estados Unidos, así como analista político de NBC News y MSNBC, y anteriormente trabajó para Politico, entre otros medios de comunicación.

## Primeros años y educación
Nacido en 1985, Sherman se crio en Stamford, Connecticut, donde asistió a una escuela diurna judía hasta el octavo grado y luego se graduó en una escuela secundaria pública. Se graduó de la Universidad George Washington y de la Escuela de Periodismo de la Universidad de Columbia, obteniendo una maestría en esta última. Es de ascendencia judía.

## Carrera profesional
Sherman fue un escritor sénior de Politico y coautor del Politico Playbook junto con Anna Palmer. También es colaborador político de NBC y MSNBC. Colaboró en la escritura de The Hill to Die On: The Battle for Congress and the Future of Trump's America.
A finales de la década de 2000, trabajó para The Wall Street Journal, Newsweek y Minneapolis Star Tribune, en sus respectivas oficinas de Washington D. C.. Se unió a Politico en 2009 y fue nombrado coeditor de su boletín Playbook en 2016, reemplazando a Michael Allen.
En octubre de 2020, Sherman anunció que planeaba dejar Politico a finales de 2020, y unirse a Anna Palmer, Rachel Schindler y John Bresnahan en el lanzamiento de un boletín diario en 2021 que se centraría en el Congreso. Punchbowl News se lanzó en enero de 2021.

## Vida personal
Sherman se casó con Irene Jefferson en 2015; tienen dos hijos. Habla hebreo.